# Kate Bedingfield

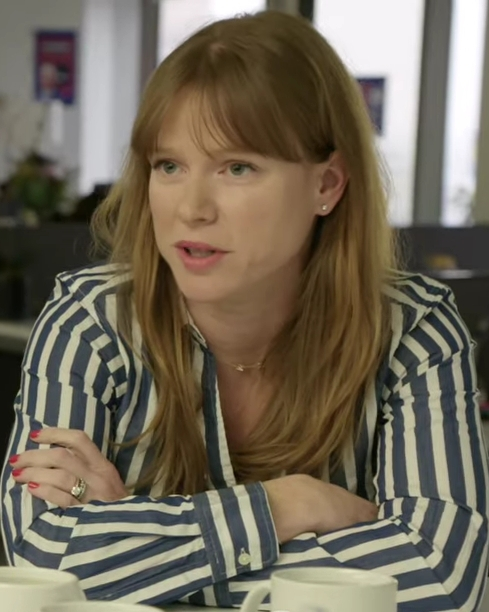
Kate Bedingfield (2020)

Katherine Joan Bedingfield (* 29. Oktober 1981 in Atlanta) ist eine US-amerikanische Politikberaterin. Sie war in der Regierung von US-Präsident Biden vom 20. Januar 2021 bis zum 1. März 2023 Kommunikationsdirektorin des Weißen Hauses. 
Sie wirkte als stellvertretende Kampagnenmanagerin in der Präsidentschaftskampagne Joe Bidens 2020 mit. Sie war bereits Kommunikationsdirektorin Bidens, als dieser Vizepräsident unter Obama war.

## Leben
Kate Bedingfield wurde Anfang der 1980er Jahre als Tochter von Dana H. und Sid E. Bedingfield geboren und wuchs in Sandy Springs, Georgia auf. Sie besuchte die Sandy Springs Middle School und machte ihren Abschluss an der Riverwood High School. Anschließend erwarb sie ihren Bachelor-Abschluss an der University of Virginia.
Bedingfield arbeitete 2008 als Pressesprecherin für die Präsidentschaftswahlkampagne von John Edwards und für die Wahlkampagne zur Senatswahl von Jeanne Shaheen.
Ab November 2011 arbeitete Bedingfield für die Motion Picture Association of America (MPAA). Im Mai 2013 wurde Bedingfield Sprecherin und stellvertretende Sprecherin und Vizepräsidentin für Unternehmenskommunikation der MPAA.
Im Jahr 2015 wurde sie Pressesprecherin des damaligen Vizepräsidenten Joe Biden. Nach dem Ende der Präsidentschaft Obamas arbeitete Bedingfield erneut kurz im Bereich der Unternehmenskommunikation.
Bedingfield war im Jahr 2020 stellvertretende Wahlkampfmanagerin für Joe Biden für seine Präsidentschaftswahl. Für das Wirtschaftsmagazin Fortune ist Bedingfield eine der einflussreichsten Persönlichkeiten unter 40 Jahre in Politik und Verwaltung.
Im November 2020 ernannte Biden Bedingfield zur zukünftigen Kommunikationsdirektorin des Weißen Hauses.

## Familie
Bedingfield ist verheiratet und hat einen Sohn und eine Tochter.